# Conoscere una donna
Conoscere una donna (in ebraico לדעת אישה‎?) è un romanzo dello scrittore israeliano Amos Oz, pubblicato nel 1989.
Il libro è stato tradotto in inglese, portoghese, danese, neogreco, turco, russo, rumeno, ucraino, spagnolo, croato, cinese, oltre che in italiano.

## Trama
Yoel, appena rimasto vedovo, decide di lasciare Gerusalemme, per trasferirsi in una villetta bifamiliare ai margini di un villaggio in collina, non lontano da Tel Aviv. Nell'altra metà della villetta vivono due fratelli provenienti dagli Stati Uniti. Nella casa, Yoel porta con sé la figlia Neta (16 anni), la madre e la suocera, che già vivevano assieme a Gerusalemme. Agente dei servizi segreti israeliani, ha chiuso il suo rapporto di lavoro e cerca di dimenticare. La notizia della disgrazia gli è arrivata mentre era in missione a Helsinki e non riesce a togliersi dalla testa la figura di un disabile (senza braccia e senza gambe), associata per sempre a quei tragici momenti.
Gli anni trascorsi con la moglie Ivria erano stati spesso burrascosi, sia perché lei non approvava la professione di lui, sia per il diverso modo di considerare un problema manifestato da Neta. Sin da bambina, la figlia aveva sofferto di attacchi epilettici, ma gli esami clinici non avevano mai portato a una diagnosi. Così Ivria accusava Yoel di essere la causa scatenante e aveva persino portato con sé Neta, in un periodo di separazione; Ivria era andata dal fratello a Metulla e vietato a Yoel di andare a trovarle, fino a quando entrambe erano tornate. Poi, con l'incidente costato la vita a Ivria e a un vicino, Yoel, passato il funerale, aveva cambiato casa, con la figlia e le nonne.
Nella nuova sistemazione Yoel è apparentemente attivo nello sbrigare faccende domestiche, preparare colazioni o spuntini serali e notturni e si rivela anche un giardiniere abile e intuitivo. Ma dentro di sé vive come in un sonno e non fa che ripensare a momenti scollegati tra loro, ponendosi domande: cosa ha smarrito a Helsinki? cosa ha davvero ucciso Ivria? che messaggio si nasconde nell'uomo senza arti, ma con un angelico sorriso, visto a Helsinki? E intanto stringe alcuni rapporti, con il vicino americano e la sorella (della quale diventa amante), con l'agente immobiliare Krantz che colma la famiglia di Yoel di gentilezze. Finché un giorno si fa risentire il suo capo e Yoel è convocato al dipartimento.

Il colloquio si svolge alla presenza di un collega, Ostashinsky. Il Capo fa presente a Yoel che da Bangkok hanno chiesto proprio di lui, per proseguire una missione che Yoel riteneva chiusa e ben riuscita. Yoel capisce il tentativo di riassorbirlo (o manipolarlo) e rifiuta tutto, promesse e vaghe minacce. Benché non abbia creduto a una sola parola del Capo, è costretto a ricredersi quando annunciano la morte di Ostashinsky a Bangkok. Sempre più convinto di avere scampato una morte certa, Yoel tuttavia deve affrontare un grave senso di colpa. Va quindi a trovare il padre del collega: è molto anziano, in perfetta forma. Però l'uomo è convinto che il figlio abbia fatto il proprio dovere per il Paese: 

Yoel non trova espiazione e intanto attorno a lui sono cambiate molte cose. I vicini vogliono tornare negli Stati Uniti e la donna gli dice chiaro che lo ha aspettato abbastanza. La figlia ha terminato il liceo e va a vivere con Duby, figlio di Krantz, ci va in armonia con il padre. Quando il Capo si fa di nuovo vivo, Yoel tace, ma gli è evidente che lo hanno scelto come agente segreto perché 
Allora acconsente alla proposta di Krantz, di svolgere un lavoro volontario come infermiere e vede che le attitudini sviluppate nel torbido passato sono utilissime per calmare i pazienti più angosciati. Ora può finalmente lasciarsi andare al benefico presente.

## Personaggi
- Yoel, 47 anni, in pensione anticipata. Di solito si fa chiamare Ravid o Raviv (da Rabinovitz), ma nelle missioni ha spesso adottato lo pseudonimo Lionel Hart. Al cap. 39 è chiamato Joel.
- il Capo, superiore di Yoel: il suo nome è Yrmiyahu Cordovero.
- Zippi, segretaria del Capo e innamorata di Yoel/Joel.
- Yokneam Ostashinsky (soprannominato l'Acrobata e chiamato Sasha Schein nel cap. 39), collega e antagonista di Yoel.
- Ivria Lublin, moglie di Yoel, morta folgorata da un cavo dell'alta tensione.
- Itamar Vitkin (per errore chiamato Avitar, vicino di casa di Yoel e Ivria a Gerusalemme è morto nello stesso incidente.
- Avigail Lublin, madre di Ivria.
- Lisa Rabinovitz, madre di Yoel: Avigail e Lisa sono spesso chiamate le nonne.
- Neta (o Niota Raviv), figlia di Yoel e Ivria.
- Arik Krantz, agente immobiliare.
- Odelia Krantz, moglie di Arik e costantemente in urto con lui.
- Duby, figlio dei Krantz.
- Ralph Vermont e Annmary, fratello e sorella, vicini di casa di Yoel

## Edizioni in italiano
- Amos Oz, Conoscere una donna, traduzione dall'ebraico di Alessandro Guetta, Parma: Guanda, 1992
- Amos Oz, Conoscere una donna: romanzo, traduzione dall'ebraico di Alessandro Guetta, Milano: TEA, 1996
- Amos Oz, Conoscere una donna, traduzione di Alessandro Guetta, Milano: Feltrinelli, 2000